# Ratissée
Habrosyne pyritoides
Espèce
La Ratissée (Habrosyne pyritoides) est une espèce paléarctique de lépidoptères (papillons) de la famille des Drepanidae et de la sous-famille des Thyatirinae.

## Description
Dessins caractéristiques en forme de dents à l'arrière des ailes antérieures.

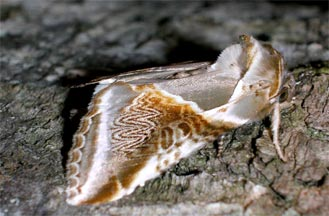
Profil
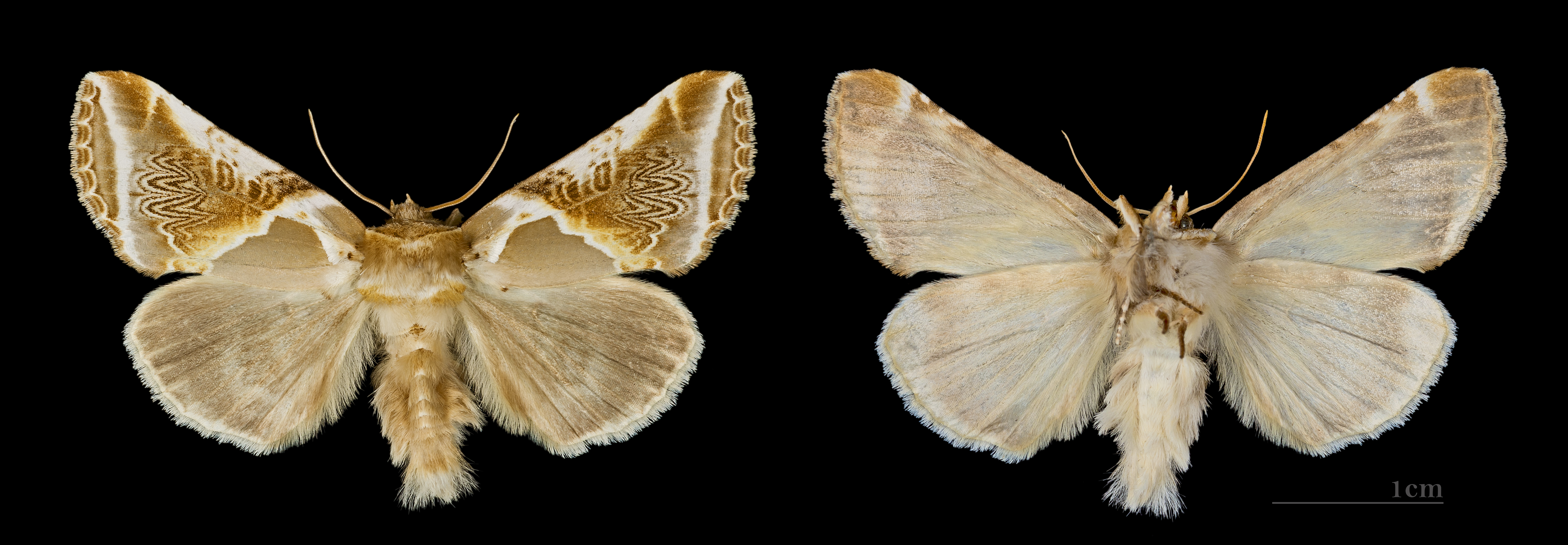
Les deux faces Muséum de Toulouse

## Biologie

### Plantes-hôtes
Les plantes-hôtes sont diverses espèces de ronces : genre Rubus (dont Rubus fruticosus, la ronce commune).

### Phénologie
L'imago vole de mai à septembre en une ou deux générations selon la latitude.

## Répartition
L'espèce a une distribution eurasiatique : Europe sauf extrême Nord, Asie mineure, Iran, Japon. Elle est présente partout en France métropolitaine.

## Systématique
L'espèce Habrosyne pyritoides a été décrite par l'entomologiste allemand Johann Siegfried Hufnagel en 1766 sous le nom initial de Phalaena pyritoides.
La localité type est la région de Berlin.
Via son synonyme Phalaena derasa Linnaeus, 1767, elle est l'espèce type pour le genre Habrosyne.

### Synonymie
- Phalaena (Noctua) pyritoides Hufnagel, 1766 — protonyme
- Phalaena (Noctua) derasa Linnaeus, 1767[5]

### Liste des sous-espèces
- Habrosyne pyritoides pyritoides (Hufnagel, 1766)
- Habrosyne pyritoides derasoides (Butler, 1878) — décrite en 1878 par l'entomologiste britannique Arthur Gardiner Butler en tant que Gonophora derasoides[6], la localité type étant Hakodate au Japon, et reclassée par la suite dans le genre Habrosyne. Un synonyme pour cette sous-espèce est Habrosyne pyritoides ochracea Werny, 1966[7].

## Noms vernaculaires
- La Ratissée, anciennement la Noctuelle ratissée[8].
- La Décorcée[9] pour la chenille.